# Halalaimus filicollis
Halalaimus filicollis är en rundmaskart som beskrevs av Timm 1961. Halalaimus filicollis ingår i släktet Halalaimus och familjen Oxystominidae. Inga underarter finns listade i Catalogue of Life.